# Temporada 1996-97 de los Charlotte Hornets
La temporada 1996-97 fue la novena de los Charlotte Hornets en la NBA. La temporada regular acabó con 54 victorias y 28 derrotas, ocupando el cuarto puesto de la conferencia Este, clasificándose para los playoffs, en los que cayeron en primera ronda ante los New York Knicks.

## Elecciones en elDraft
| Ronda | Puesto | Jugador     | Posición  | Nacionalidad   | Universidad              |
| ----- | ------ | ----------- | --------- | -------------- | ------------------------ |
| 1     | 13     | Kobe Bryant | Escolta   | Estados Unidos | Lower Merion High School |
| 1     | 16     | Tony Delk   | Escolta   | Estados Unidos | Kentucky                 |
| 2     | 44     | Malik Rose  | Ala-Pívot | Estados Unidos | Drexel                   |

## Temporada regular
| División Central    | División Central | División Central | División Central | División Central | División Central | División Central | División Central | División Central |
| Equipo              | G                | P                | %                | PD               | Casa             | Fuera            | Div              |                  |
| ------------------- | ---------------- | ---------------- | ---------------- | ---------------- | ---------------- | ---------------- | ---------------- | ---------------- |
| y-Chicago Bulls     | 69               | 13               | .841             | –                | 39–2             | 30–11            | 24–4             |                  |
| x-Atlanta Hawks     | 56               | 26               | .683             | 13               | 36–5             | 20–21            | 17–11            |                  |
| x-Detroit Pistons   | 54               | 28               | .659             | 15               | 30–11            | 24–17            | 17–11            |                  |
| x-Charlotte Hornets | 54               | 28               | .659             | 15               | 30–11            | 24–17            | 14–14            |                  |
| Cleveland Cavaliers | 42               | 40               | .512             | 27               | 25–16            | 17–24            | 13–15            |                  |
| Indiana Pacers      | 39               | 43               | .476             | 30               | 21–20            | 18–23            | 11–17            |                  |
| Milwaukee Bucks     | 33               | 49               | .402             | 36               | 20–21            | 13–28            | 10–18            |                  |
| Toronto Raptors     | 30               | 52               | .366             | 39               | 18–23            | 12–29            | 6–22             |                  |

## Playoffs

### Primera ronda
Charlotte Hornets  vs. Chicago Bulls
| Fecha       | Partido                                   | Ciudad     |
| ----------- | ----------------------------------------- | ---------- |
| 24 de abril | New York Knicks 109, Charlotte Hornets 99 | Nueva York |
| 26 de abril | New York Knicks 100, Charlotte Hornets 93 | Nueva York |
| 28 de abril | Charlotte Hornets 95, New York Knicks 104 | Charlotte  |
|             | New York Knicks gana las series 3-0       |            |

## Estadísticas

### Temporada regular
| Rk | Jugador          | Edad | Pos. | P  | PT | MP   | TC  | TCI  | %TC  | T3  | T3I | %T3   | TL  | TLI | %TL  | RO  | RD  | RT   | AS  | RB  | TAP | BP  | FP  | PTS  |
| -- | ---------------- | ---- | ---- | -- | -- | ---- | --- | ---- | ---- | --- | --- | ----- | --- | --- | ---- | --- | --- | ---- | --- | --- | --- | --- | --- | ---- |
| 1  | Anthony Mason    | 30   | PF   | 73 | 73 | 43.1 | 5.9 | 11.3 | .525 | 0.0 | 0.0 | .333  | 4.4 | 5.9 | .745 | 2.5 | 8.8 | 11.4 | 5.7 | 1.0 | 0.5 | 2.3 | 2.8 | 16.2 |
| 2  | Glen Rice        | 29   | SF   | 79 | 78 | 42.6 | 9.1 | 19.2 | .477 | 2.6 | 5.6 | .470  | 5.9 | 6.8 | .867 | 0.8 | 3.2 | 4.0  | 2.0 | 0.9 | 0.3 | 2.2 | 2.4 | 26.8 |
| 3  | Vlade Divac      | 28   | C    | 81 | 80 | 35.1 | 5.2 | 10.5 | .494 | 0.1 | 0.6 | .234  | 2.2 | 3.2 | .683 | 3.0 | 6.0 | 9.0  | 3.7 | 1.3 | 2.2 | 2.4 | 3.4 | 12.6 |
| 4  | Dell Curry       | 32   | SG   | 68 | 20 | 30.6 | 5.6 | 12.3 | .459 | 1.9 | 4.4 | .426  | 1.7 | 2.1 | .803 | 0.6 | 2.5 | 3.1  | 1.7 | 0.9 | 0.2 | 1.4 | 2.2 | 14.8 |
| 5  | Muggsy Bogues    | 32   | PG   | 65 | 65 | 28.9 | 3.1 | 6.8  | .460 | 0.9 | 2.2 | .417  | 0.8 | 1.0 | .844 | 0.4 | 1.8 | 2.2  | 7.2 | 1.3 | 0.0 | 1.7 | 1.8 | 8.0  |
| 6  | Ricky Pierce     | 37   | SG   | 27 | 17 | 24.1 | 4.4 | 8.8  | .502 | 1.1 | 2.1 | .536  | 2.1 | 2.3 | .889 | 0.7 | 1.8 | 2.5  | 1.8 | 0.5 | 0.1 | 1.1 | 1.8 | 12.0 |
| 7  | Matt Geiger      | 27   | C    | 49 | 13 | 21.3 | 3.5 | 7.1  | .489 | 0.1 | 0.4 | .300  | 1.8 | 2.6 | .701 | 2.0 | 3.2 | 5.3  | 0.8 | 0.4 | 0.6 | 1.4 | 3.1 | 8.9  |
| 8  | Tony Smith       | 28   | PG   | 69 | 39 | 18.7 | 2.0 | 4.9  | .409 | 0.5 | 1.4 | .323  | 0.6 | 0.9 | .644 | 0.6 | 0.8 | 1.4  | 2.2 | 0.7 | 0.3 | 1.1 | 1.6 | 5.0  |
| 9  | Anthony Goldwire | 25   | PG   | 33 | 9  | 17.5 | 1.9 | 4.7  | .403 | 1.1 | 2.5 | .439  | 0.9 | 1.2 | .750 | 0.1 | 1.1 | 1.2  | 2.8 | 0.6 | 0.0 | 1.2 | 1.8 | 5.8  |
| 10 | Scott Burrell    | 26   | SF   | 28 | 2  | 17.2 | 1.6 | 4.7  | .344 | 0.7 | 2.0 | .345  | 1.5 | 1.9 | .792 | 0.9 | 2.0 | 2.8  | 1.4 | 0.5 | 0.4 | 0.9 | 2.1 | 5.4  |
| 11 | Tony Delk        | 23   | PG   | 61 | 1  | 14.2 | 2.0 | 4.2  | .465 | 0.9 | 1.8 | .464  | 0.7 | 0.8 | .824 | 0.5 | 1.1 | 1.6  | 1.6 | 0.6 | 0.1 | 1.1 | 1.2 | 5.4  |
| 12 | Donald Royal     | 30   | SF   | 25 | 2  | 12.8 | 0.8 | 1.6  | .525 | 0.0 | 0.0 |       | 1.1 | 1.4 | .800 | 0.7 | 1.6 | 2.3  | 0.4 | 0.5 | 0.1 | 0.9 | 1.7 | 2.8  |
| 13 | Eric Leckner     | 30   | C    | 1  | 0  | 11.0 | 0.0 | 3.0  | .000 | 0.0 | 0.0 |       | 0.0 | 0.0 |      | 0.0 | 1.0 | 1.0  | 1.0 | 0.0 | 0.0 | 0.0 | 3.0 | 0.0  |
| 14 | Malik Rose       | 22   | PF   | 54 | 1  | 9.7  | 1.1 | 2.4  | .477 | 0.0 | 0.0 | .000  | 0.7 | 1.1 | .613 | 1.3 | 1.7 | 3.0  | 0.6 | 0.5 | 0.3 | 0.8 | 2.1 | 3.0  |
| 15 | Rafael Addison   | 32   | SF   | 41 | 3  | 8.7  | 1.2 | 3.0  | .402 | 0.2 | 0.5 | .400  | 0.5 | 0.7 | .786 | 0.5 | 0.6 | 1.1  | 0.8 | 0.2 | 0.1 | 0.4 | 1.3 | 3.1  |
| 16 | George Zídek     | 23   | C    | 36 | 2  | 8.0  | 0.9 | 2.4  | .388 | 0.0 | 0.1 | .000  | 0.7 | 0.9 | .781 | 0.7 | 1.1 | 1.8  | 0.3 | 0.1 | 0.1 | 0.6 | 1.2 | 2.5  |
| 17 | Tom Chambers     | 37   | PF   | 12 | 5  | 6.9  | 0.6 | 2.6  | .226 | 0.2 | 0.3 | .667  | 0.3 | 0.3 | .750 | 0.3 | 0.9 | 1.2  | 0.3 | 0.1 | 0.0 | 0.8 | 1.2 | 1.6  |
| 18 | Jamie Feick      | 22   | C    | 3  | 0  | 3.3  | 0.7 | 1.3  | .500 | 0.3 | 0.3 | 1.000 | 0.0 | 0.7 | .000 | 0.3 | 0.7 | 1.0  | 0.0 | 0.0 | 0.3 | 0.0 | 1.0 | 1.7  |

### Playoffs
| Rk | Jugador       | Edad | Pos. | P | PT | MP   | TC  | TCI  | %TC  | T3  | T3I | %T3  | TL  | TLI | %TL   | RO  | RD  | RT   | AS  | RB  | TAP | BP  | FP  | PTS  |
| -- | ------------- | ---- | ---- | - | -- | ---- | --- | ---- | ---- | --- | --- | ---- | --- | --- | ----- | --- | --- | ---- | --- | --- | --- | --- | --- | ---- |
| 1  | Glen Rice     | 29   | SF   | 3 | 3  | 45.7 | 9.3 | 19.0 | .491 | 2.0 | 5.3 | .375 | 7.0 | 7.7 | .913  | 0.3 | 3.3 | 3.7  | 3.7 | 1.3 | 0.3 | 1.3 | 3.7 | 27.7 |
| 2  | Anthony Mason | 30   | PF   | 3 | 3  | 43.7 | 5.3 | 12.7 | .421 | 0.0 | 0.0 |      | 2.3 | 4.3 | .538  | 2.7 | 9.3 | 12.0 | 3.0 | 0.3 | 0.3 | 3.0 | 2.0 | 13.0 |
| 3  | Vlade Divac   | 28   | C    | 3 | 3  | 38.7 | 7.0 | 15.3 | .457 | 0.0 | 1.0 | .000 | 4.0 | 5.0 | .800  | 4.3 | 4.3 | 8.7  | 3.3 | 1.0 | 2.0 | 2.0 | 3.7 | 18.0 |
| 4  | Muggsy Bogues | 32   | PG   | 2 | 2  | 29.0 | 5.5 | 9.5  | .579 | 3.0 | 3.5 | .857 | 2.0 | 2.0 | 1.000 | 0.5 | 1.0 | 1.5  | 2.5 | 0.5 | 0.0 | 3.0 | 1.5 | 16.0 |
| 5  | Ricky Pierce  | 37   | SG   | 3 | 2  | 29.0 | 3.7 | 8.0  | .458 | 0.3 | 2.3 | .143 | 0.0 | 0.0 |       | 0.3 | 2.3 | 2.7  | 1.3 | 0.7 | 0.0 | 1.0 | 2.7 | 7.7  |
| 6  | Tony Delk     | 23   | PG   | 3 | 1  | 28.3 | 4.3 | 10.3 | .419 | 1.7 | 4.3 | .385 | 0.0 | 0.0 |       | 1.7 | 1.7 | 3.3  | 2.0 | 0.7 | 0.0 | 0.7 | 3.3 | 10.3 |
| 7  | Dell Curry    | 32   | SG   | 3 | 1  | 16.7 | 1.7 | 5.7  | .294 | 0.3 | 1.3 | .250 | 1.0 | 1.0 | 1.000 | 0.3 | 0.0 | 0.3  | 1.7 | 1.3 | 0.0 | 0.3 | 1.7 | 4.7  |
| 8  | Matt Geiger   | 27   | C    | 3 | 0  | 10.3 | 0.7 | 1.0  | .667 | 0.0 | 0.0 |      | 0.7 | 0.7 | 1.000 | 1.3 | 1.3 | 2.7  | 0.7 | 0.7 | 0.3 | 0.7 | 1.7 | 2.0  |
| 9  | Malik Rose    | 22   | PF   | 2 | 0  | 6.0  | 1.0 | 2.0  | .500 | 0.0 | 0.0 |      | 0.0 | 0.0 |       | 2.0 | 0.5 | 2.5  | 0.5 | 0.0 | 0.0 | 1.0 | 1.0 | 2.0  |
| 10 | Tony Smith    | 28   | PG   | 2 | 0  | 4.5  | 0.0 | 0.5  | .000 | 0.0 | 0.5 | .000 | 0.5 | 1.0 | .500  | 0.0 | 0.5 | 0.5  | 1.0 | 0.5 | 0.0 | 1.5 | 0.5 | 0.5  |
| 11 | Donald Royal  | 30   | SF   | 1 | 0  | 4.0  | 0.0 | 1.0  | .000 | 0.0 | 0.0 |      | 0.0 | 0.0 |       | 0.0 | 2.0 | 2.0  | 0.0 | 0.0 | 0.0 | 0.0 | 1.0 | 0.0  |

## Galardones y récords
| Jugador       | Galardón                                                              |
| Glen Rice     | 2.º Mejor quinteto de la NBA MVP del All-Star Game de la NBA All-Star |
| Anthony Mason | 3.er Mejor quinteto de la NBA 2.º Mejor quinteto defensivo de la NBA  |